# Maruja Pachón
Maruja Pachón de Villamizar (Nueva York, Estados Unidos, 9 de diciembre de 1937) es una política, publicista y periodista colombiana.
Fue ganadora de los premios CPB (Círculo de Periodistas de Bogotá) en 1985 y Simón Bolívar en 1986.

## Biografía
Fue publicista en agencias como McCann-Erickson y Época. También fue directora de promoción de la Corporación Nacional de Turismo.
Como periodista dirigió los programas de televisión Enfoque y Reportajes al mundo, con los que ganó los premios CPB en 1985 y Simón Bolívar en 1986.
Su actividad profesional al lado de la política la condujo a coordinar la comisión de comunicaciones del Centro de Estudios del Nuevo Liberalismo.

### Secuestro
Fue secuestrada un año después de la muerte de su cuñado Luis Carlos Galán por Los Extraditables, comandados por Pablo Escobar, quien concibió el secuestro masivo de políticos y periodistas para presionar al presidente César Gaviria para la caída del tratado de extradición además de otros beneficios para los narcotraficantes que se entregaran. Al momento de su secuestro era directora de la empresa estatal de fomento al cine.
Los detalles de su secuestro, junto con el de su cuñada Beatriz Villamizar, Marina Montoya, Diana Turbay, Azucena Liévano, Francisco Santos Calderón y otros secuestrados más son narrados en el libro Noticia de un Secuestro de Gabriel García Márquez.
Fue liberada en mayo de 1991 tras las exhaustivas gestiones de su esposo Alberto Villamizar.

### Ministra de Educación
Dos años después de su liberación, el presidente César Gaviria la nombró Ministra de Educación.
También fue directora de la Corporación Escuela Galán, entidad de carácter mixto de dedicada a la formación en valores democráticos.

## Familia
Es hija del periodista Álvaro Pachón de la Torre, su hermana mayor es Gloria Pachón, la viuda de Luis Carlos Galán. Estuvo casada con el político cucuteño Alberto Villamizar, con quien tuvo un hijo; los hijos del primer matrimonio de Maruja son: Mónica, Alexandra, Juana, Nicolás y Patricio.

## En la cultura popular
- En la serie Pablo Escobar, el patrón del mal es interpretada por Jacqueline Arenal.
- Interpretada por Cristina Umaña en la serie Noticia de un secuestro.[11]
- Su historia fue plasmada en el libro Noticia de un Secuestro del famoso escritor Gabriel García Márquez.